# Sana Salous
Sana Salous (geboren in Duma, Gouvernement Rif Dimaschq, Syrien) ist eine palästinensische Nachrichtentechnikerin mit jordanischer und britischer Staatsangehörigkeit.

## Bildungsweg
Im Jahre 1962 zog ihre Familie von Syrien nach Nablus im von Jordanien annektierten Westjordanland, wo sie eingeschult wurde, und ein Jahr später nach Amman. In den Jahren 1970 bis 1972 besuchte sie das Zein Al Sharaf-Gymnasium für Mädchen in Amman, wo sie 1972 die landesweite Abiturprüfung ablegte. Als Stipendiatin der United States Agency for International Development studierte Salous Elektrotechnik an der Amerikanischen Universität Beirut, wo sie im Jahr 1978 mit dem Bachelor of Electrical Engineering abschloss. Nach einem Aufenthalt an der Physikalisch-Technische Bundesanstalt in Braunschweig ging sie mit Unterstützung der Royal Aircraft Establishment als Doktorandin an die University of Birmingham, wo sie 1984 mit einer Arbeit über hochfrequente Radarkanäle unter der Betreuung vom E. D. R. Shearman promoviert wurde. Im Jahr 1999 habilitierte sie sich an der Universität Rennes I.

## Berufsleben
Nach Stationen an der Yarmuk-Universität und der Jordan University of Science & Technology ging sie im Jahr 1988 als Juniorprofessorin an die University of Manchester Institute of Science and Technology (UMIST), wo sie im Jahr 2002 Professorin wurde. Im Jahr 2003 nahm sie einen Ruf an die Durham University auf den Lehrstuhl für Nachrichtentechnik an. Sie ist Delegierte Großbritanniens bei der International Union of Radio Science, Geschäftsführende Herausgeberin der Fachzeitschrift "Radio Science", und ist Mitglied und Fellow der IET.

## Forschung
Sana Salous untersuchte die Übertragung von elektrischen Signalen in verschiedenen Wellenlängen mithilfe eines von ihr entwickelten FMCW-Radar-Gerätes. Im Hochfrequenzwellenbereich entwickelte sie mit M. Musa ein Signal, das hohe Werte des Dopplereffekts mit niedriger Repetition auflöst. Diese Technologie wird in der Meereskunde zur Messung von Wellenhöhen eingesetzt. Mit E. D. R. Shearman analysierte sie die Verzerrung von hochfrequenten Signalen in der Ionosphäre. Mit verschiedenen Koautoren untersuchte sie die Datenübertragungsrate von Mehrgrößensystemen der Dezimeterwelle über kurze Distanzen, wie sie zum Beispiel zur Bildübertragung in Studios benutzt werden.

## Ausgewählte Schriften
- Z. Wang, S. Salous: Spectrum Occupancy statistics and time series models for cognitive radio. In: Journal of Signal Processing Systems. Volume 62, Issue 2 (2011), S. 145–155.
- N. Razavi-Ghods, S. Salous: Wideband MIMO channel characterisation in TV studios and inside buildings in the 2.2-2.5 GHz frequency band. In: Radio Science. 2009, vol. 44, S. 1–13.
- M. Musa, S. Salous: Ambiguity elimination in HF FMCW radar systems, IEE Proceedings-Radar. In: Sonar and Navigation. vol. 147, No. 4, August 2000, S. 182–188.
- S. Salous: Measurements of multipath delay statistics over 72-90 MHz bandwidth at 1.8 GHz in two European cities using a chirp sounder. In: Radio Science. vol. 34, No. 4, Juli–August, 1999, S. 797–816.
- S. Salous, P. Fillipidis, R. Lewenz, I. Hawkins, N. Razavi-Ghods, M. Abdallah: Parallel receiver channel sounder for spatial and MIMO characterisation of the mobile radio channel. IEE Proc. Commun., Dezember 2005, S. 912–918.
- S. Salous, E.D.R. Shearman: Wideband measurements of coherence over an HF skywave link and implication for spread-spectrum communication. In: Radio Science. vol. 21, No. 2, March-April 1986, S. 463–472.

## Monographie
- S. Salous, Radio Propagation Measurement and Channel Modelling, John Wiley & Sons 2013